# Pinguicula grandiflora
Pinguicula grandiflora är en tätörtsväxtart. Pinguicula grandiflora ingår i släktet tätörter, och familjen tätörtsväxter.

## Underarter
Arten delas in i följande underarter:
- P. g. grandiflora
- P. g. rosea

## Bildgalleri

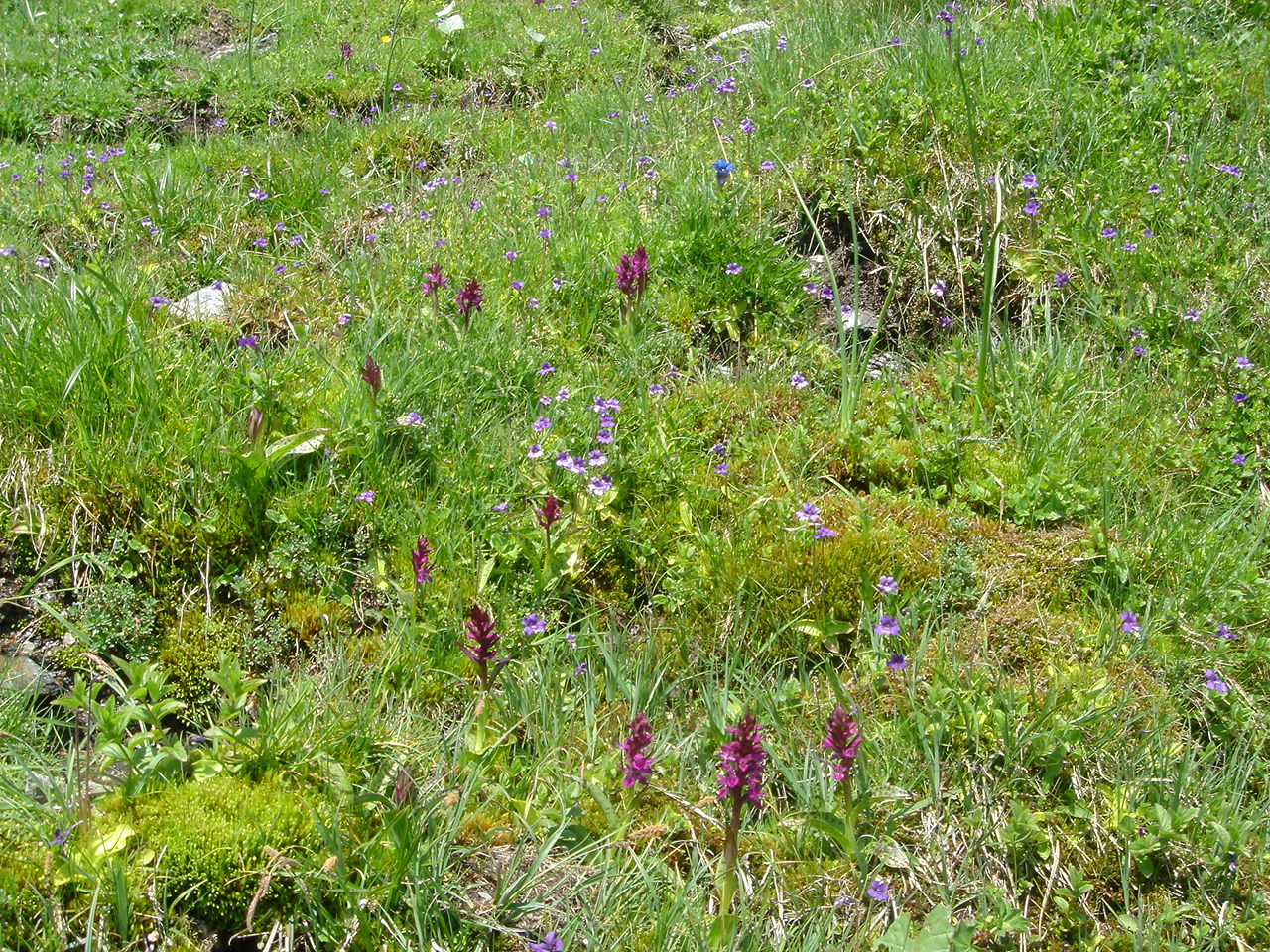
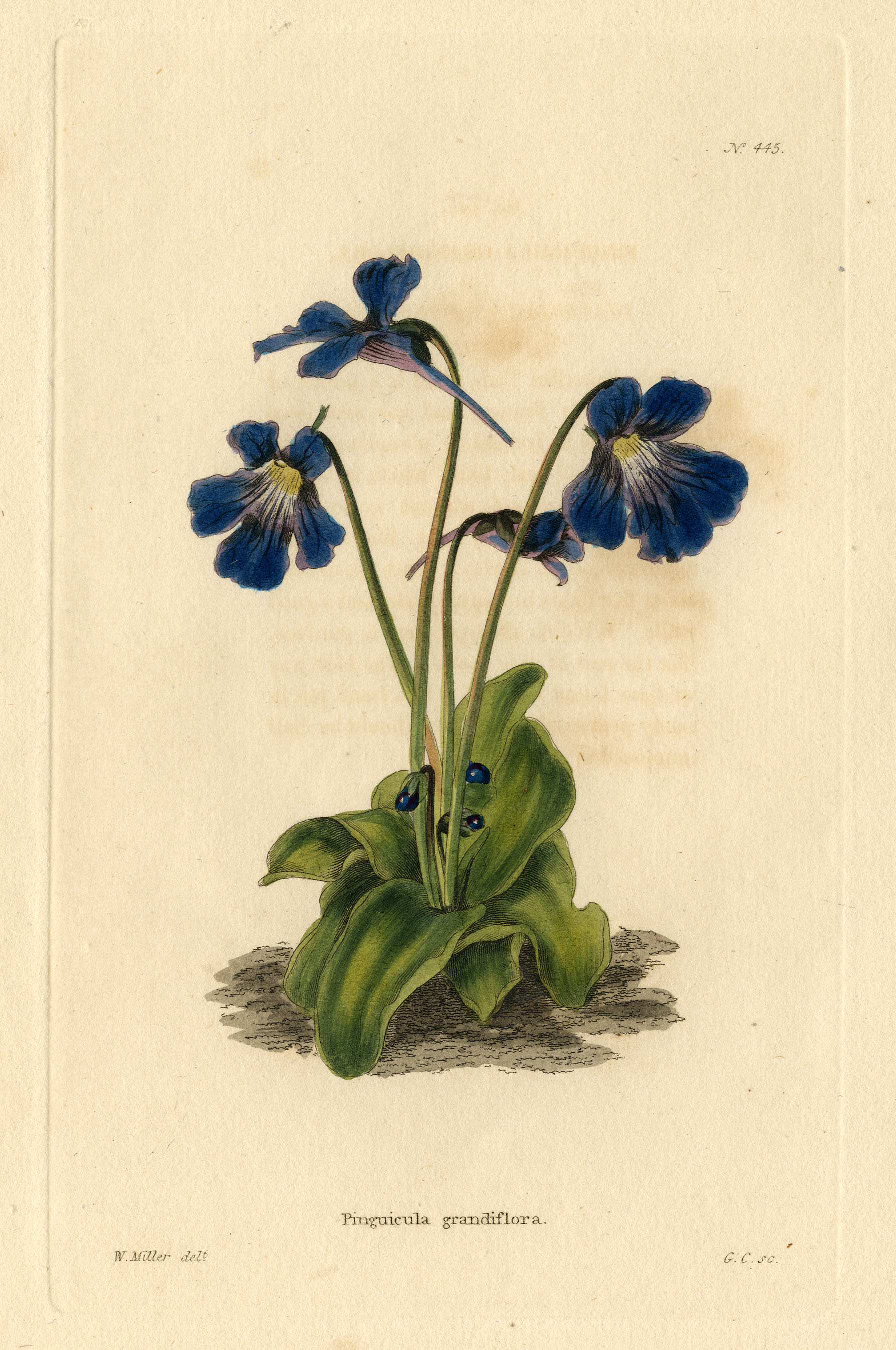
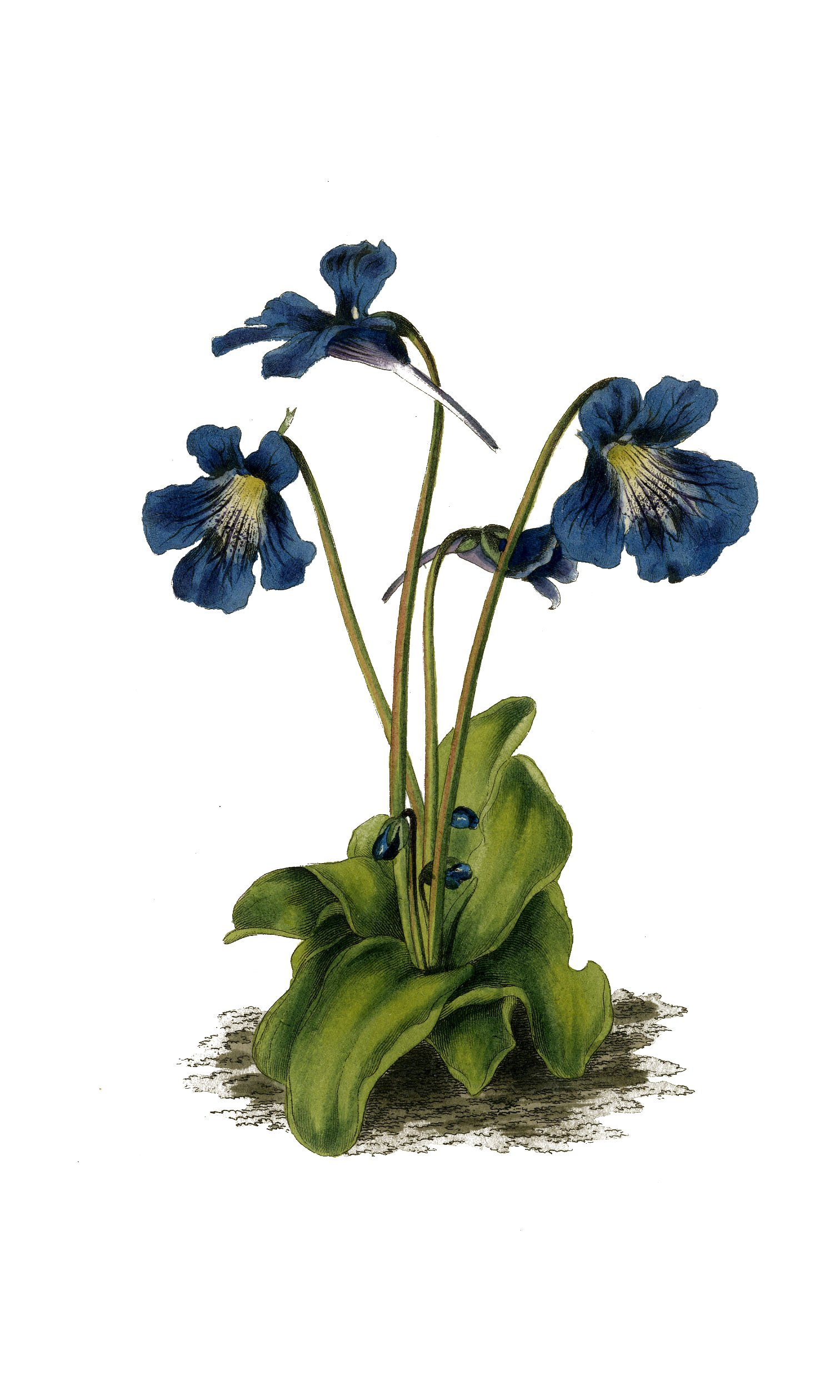
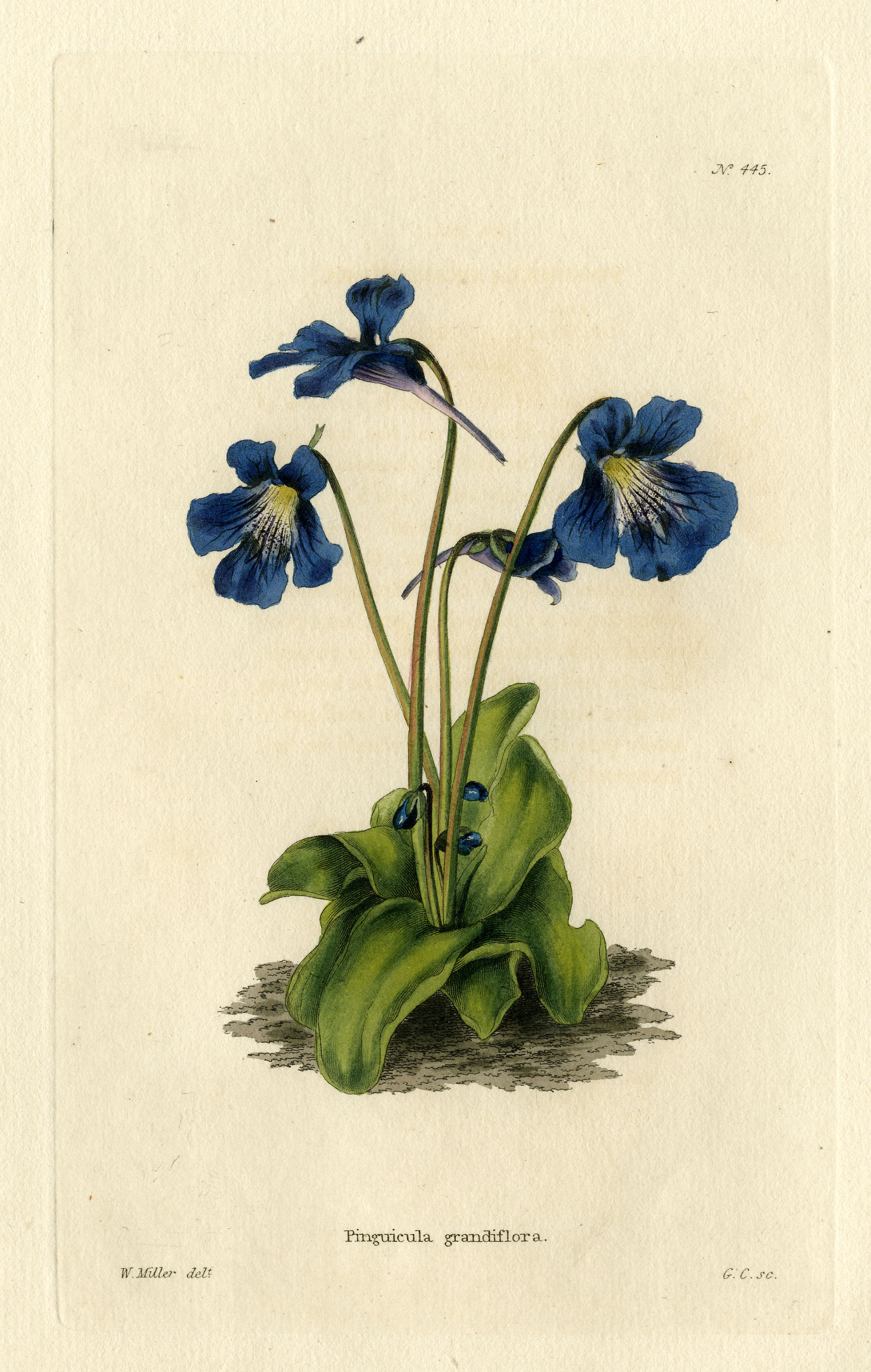
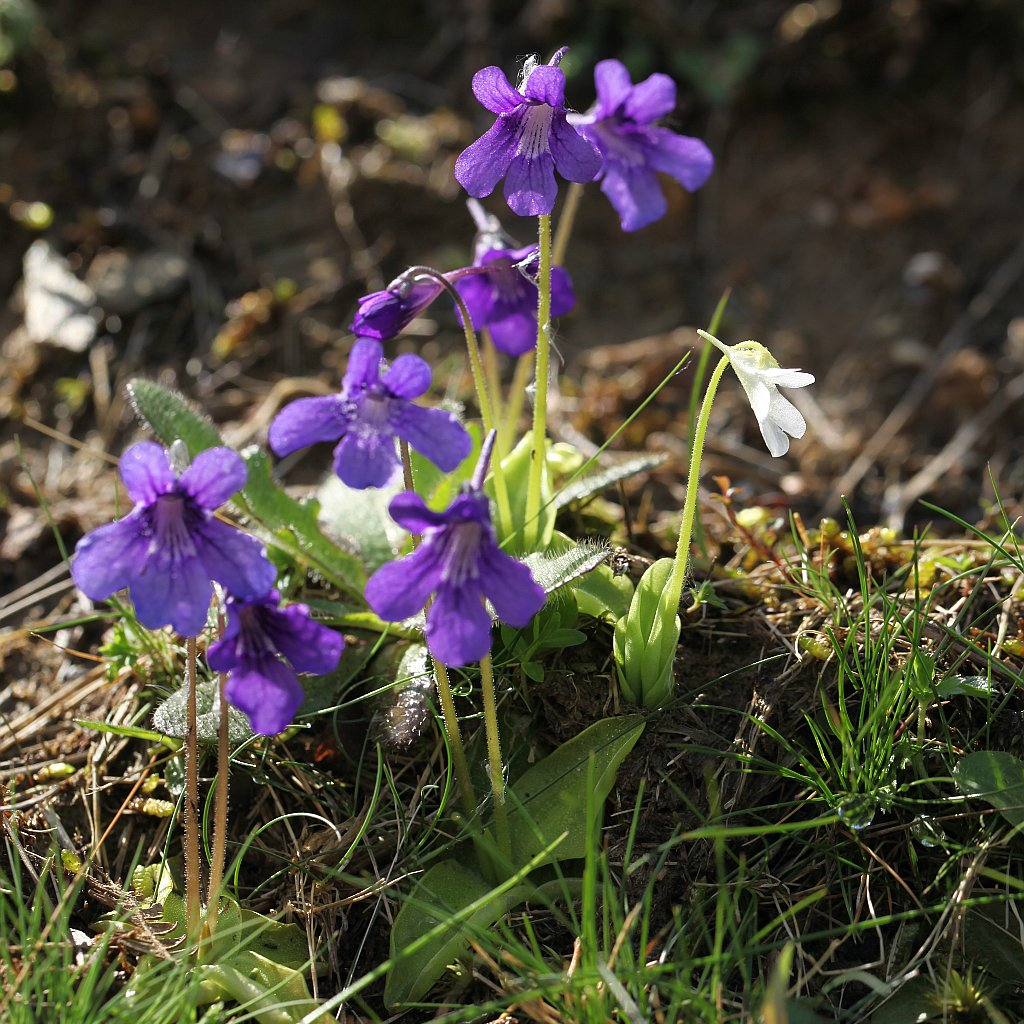
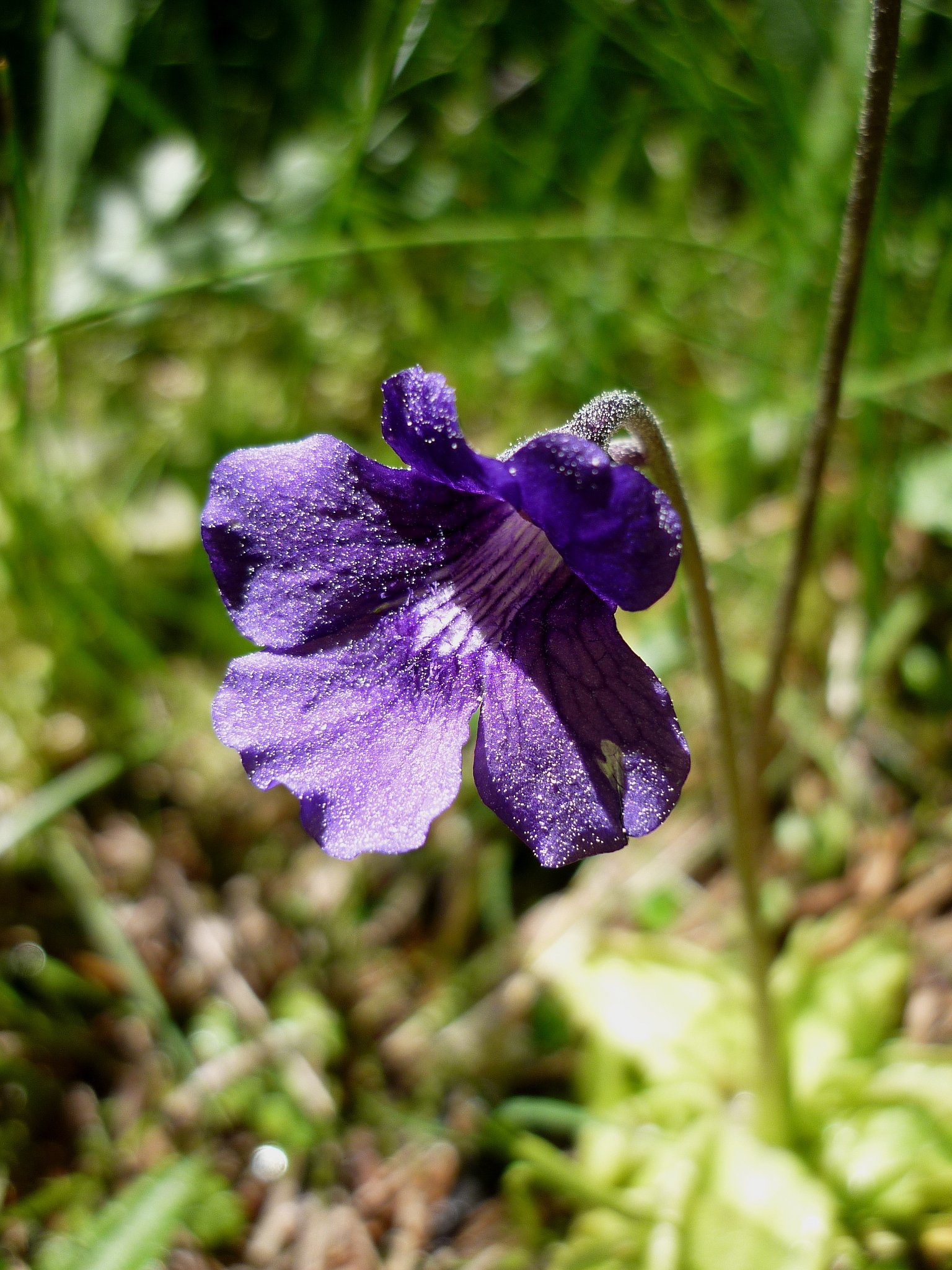